# 危惧
| ウィキペディアには「危惧」という見出しの百科事典記事はありません（タイトルに「危惧」を含むページの一覧/「危惧」で始まるページの一覧）。 代わりにウィクショナリーのページ「危惧」が役に立つかもしれません。 |